# José Vicente Isach Clofent
José Vicente Isach Clofent (Moncofa, 19 d'agost de 1954) és un polític valencià que fou alcalde de la seua localitat natal en dues etapes: la primera, entre el 1991 i el 1995, i la segona, del 1999 al 2011. Durant el seu mandat, i de la mateixa manera que ocorregué a moltes de les localitats de la costa del País Valencià, s'urbanitzà el litoral de Moncofa i el PGOU aprovat pel consistori fou objecte de controvèrsies i disputes als tribunals.

## Biografia
Administratiu de professió, va accedir a la batllia de Moncofa l'any 1991 en guanyar les eleccions municipals amb majoria absoluta i obtindre 6 dels 11 regidors de l'Ajuntament per al PSPV, per davant dels 4 PPCV i de l'únic representant d'Unió Valenciana. Tanmateix, després dels comicis de 1995 va ser foragitat del càrrec per la majoria absoluta obtinguda pel candidat del Partit Popular.
Novament cap de llista socialista a les eleccions municipals de 1999, aconseguí una altra vegada ocupar l'alcaldia del poble, gràcies al suport del regidor Bloc Nacionalista Valencià. En les cites electorals següents de 2003 i de 2007 es feu amb la majoria absoluta. L'ajustada derrota electoral de l'any 2011 l'obligà a renunciar a ser investit alcalde, ja que l'únic regidor del Bloc Nacionalista Valencià es negà a donar suport a la candidatura d'Isach, per la qual cosa aquest va renunciar a la seua acta de regidor i els socialistes moncofins hagueren de buscar un nou candidat d'entre els seus regidors.